# Corsicaanse den
Corsicaanse den (Pinus nigra subsp. laricio) is een ondersoort van zwarte den (Pinus nigra). Het is een snelgroeiende boom die van nature voorkomt in Corsica, Zuid-Italië en Sicilië. De boom wordt tegenwoordig in andere delen van Europa aangeplant om te dienen als natuurlijk windscherm en vanwege het timmerhout.

## Determinatie

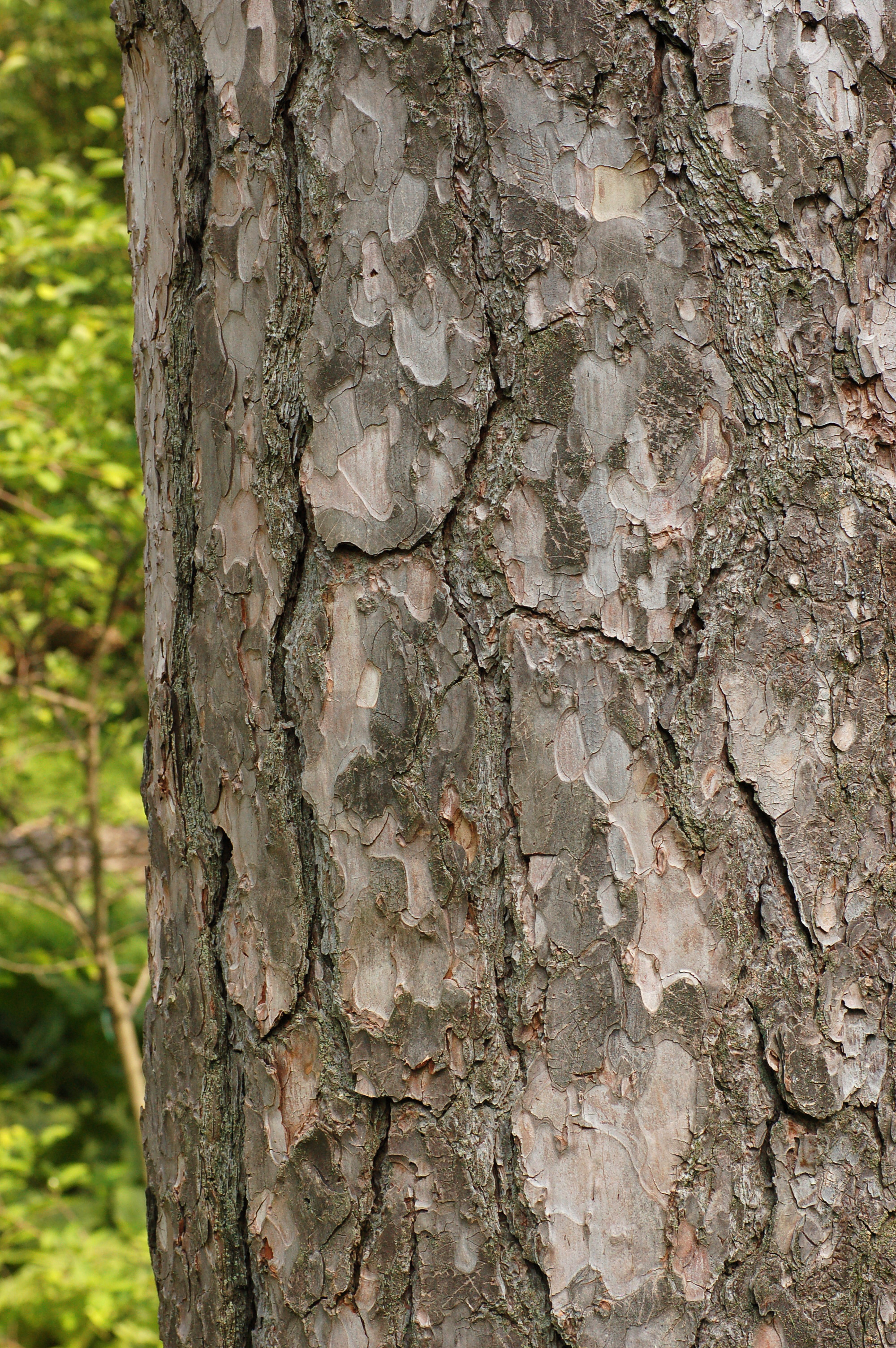
Schors

Corsicaanse den is een boomvormende conifeer die een hoogte kan bereiken van ± 35 m. De kroon is smal en kegelvormig met horizontale takken. Het is een vrij open boom. De kleur van de schors varieert van grijsroze tot donkerbruin. De schors heeft ondiepe groeven. De knoppen zijn 2 cm lang, bruin van kleur en hebben een lange punt. In tegenstelling tot Oostenrijkse den (Pinus nigra subsp. nigra) hebben de knoppen van Corsicaanse den geen papierachtige schubben.
De boom heeft buigzame, grijsgroene naalden die vaak gedraaid zitten. Ze groeien in paren en zijn 12–18 cm lang.

## Toepassingen
Corsicaanse den levert hard en sterk timmerhout. Het kernhout is roodachtig en de spint is bleekbruin. Het is voor vele doeleinden geschikt. De hars is waardevol.
De Corsicaanse den stelt weinig eisen aan de bodem, heeft een snelle groei en een rechte stam. Om die redenen werd hij in Vlaanderen veelvuldig aangeplant ter vervanging van grove den (Pinus sylvestris).

## Koekelareden
De koekelareden of Pinus nigra subsp. laricio 'Koekelare' is een officieel erkende selectie van Corsicaanse den en is tot buiten Vlaanderen bekend om zijn groeikracht en kwaliteit. Het oorspronkelijke zaadbestand, aangeplant in 1882, bevindt zich in het Arboretum van Koekelare.